# カルロス・ディエス
カルロス・ディエス（Carlos Diehz、1971年3月18日 - ）は、メキシコの俳優、また建築家。 2024年の映画『教皇選挙』でのベニテス枢機卿役が最も知られている。

## 来歴
1971年、カルロスはメキシコシティで生まれた。幼いころ、ドローイング、ペインティング、歌唱など芸術への興味を持っていた。 高校時代、演技への興味を示していたが、内気だったために演技の追求をやめてしまった。 その後30年以上建築家として働いていた。2009年にカナダに移住した。
カルロスはバンクーバーに住んでいて、既婚者である。2020年、カルロスの子育ては終わり、何か新しいことを学びたいと考えた。また演技に挑戦したいと考えたカルロスは、演技ワークショップに参加した。当初は趣味として演技をしようと考えていたが、指導者のアドバイスを受けて本格的に演技に取り組むことを決意した。カルロスは俳優としてのキャリアと並行して建築の仕事も続けている。 
2022年、カルロスは2本の短編映画『ザ・ビーガン・バンパイア』と『イット・ゲッツ・ダーク・トゥー・アーリー』に出演し、俳優業としてのキャリアがスタートした。エドワード・バーガーによる教皇スリラー映画『教皇選挙』が、彼の代表出演作品となった。 2022年、カルロスはいくつかのオーディションの後、ベニテス枢機卿役に選ばれた。 演じたベニテス枢機卿の国籍は、原作小説ではフィリピン人だった。しかしカルロス自身を反映させるために、映画版ではメキシコ人へと変更されている。 製作時、演技技法と舞台恐怖を克服する方法について、共演するレイフ・ファインズとジョン・リズゴーからアドバイスを受けている。
| 年   | 題名                   | 役             | 注釈 |
| ---- | ---------------------- | -------------- | --- |
| 2022 | The Vegan Vampire      | ディエゴ       | 短編 |
| 2022 | It Gets Dark Too Early | クリサンタマム | 短編 |
| 2024 | 教皇選挙               | ベニテス枢機卿 | Critics' Choice Movie Award for Best Acting Ensemble Screen Actors Guild Award for Outstanding Performance by a Cast in a Motion PictureNominated—North Carolina Film Critics Association Award for Best Breakthrough Performance |